# Lijst van voetbalinterlands Denemarken - Tsjechië
Deze lijst van voetbalinterlands is een overzicht van alle officiële voetbalwedstrijden tussen de nationale teams van Denemarken en Tsjechië. De landen speelden tot op heden twaalf keer tegen elkaar. De eerste ontmoeting, een vriendschappelijke wedstrijd, werd gespeeld in Praag op 19 augustus 1998. Het laatste duel, een kwartfinale tijdens het Europees kampioenschap voetbal 2020, vond plaats op 3 juli 2021 in Bakoe (Azerbeidzjan).

## Wedstrijden
| №  | Plaats         | Datum            | Competitie           | Wedstrijd             | Uitslag |
| -- | -------------- | ---------------- | -------------------- | --------------------- | ------- |
| 1  | Praag          | 19 augustus 1998 | Vriendschappelijk    | Tsjechië − Denemarken | 1 − 0   |
| 2  | Luik           | 21 juni 2000     | EK 2000              | Denemarken – Tsjechië | 0 – 2   |
| 3  | Praag          | 28 maart 2001    | WK 2002 kwalificatie | Tsjechië – Denemarken | 0 – 0   |
| 4  | Kopenhagen     | 2 juni 2001      | WK 2002 kwalificatie | Denemarken – Tsjechië | 2 – 1   |
| 5  | Porto          | 2 juni 2004      | EK 2004              | Tsjechië – Denemarken | 3 – 0   |
| 6  | Praag          | 15 november 2006 | Vriendschappelijk    | Tsjechië – Denemarken | 1 – 1   |
| 7  | Herning        | 26 maart 2008    | Vriendschappelijk    | Denemarken – Tsjechië | 1 – 1   |
| 8  | Aarhus         | 17 november 2010 | Vriendschappelijk    | Denemarken – Tsjechië | 0 – 0   |
| 9  | Kopenhagen     | 8 september 2012 | WK 2014 kwalificatie | Denemarken − Tsjechië | 0 − 0   |
| 10 | Olomouc        | 22 maart 2013    | WK 2014 kwalificatie | Tsjechië − Denemarken | 0 − 3   |
| 11 | Mladá Boleslav | 15 november 2016 | Vriendschappelijk    | Tsjechië − Denemarken | 1 − 1   |
| 12 | Bakoe          | 3 juli 2021      | EK 2020              | Tsjechië – Denemarken | 1 − 2   |

## Samenvatting
| Competitie        | Totaal gespeeld | Winst Denemarken | Gelijk | Winst Tsjechië | Doelsaldo Denemarken – Tsjechië |
| ----------------- | --------------- | ---------------- | ------ | -------------- | ------------------------------- |
| WK-kwalificatie   | 4               | 2                | 2      | 0              | 5 − 1                           |
| EK-eindronde      | 3               | 1                | 0      | 2              | 2 − 6                           |
| Vriendschappelijk | 5               | 0                | 4      | 1              | 3 − 4                           |
| Totaal            | 12              | 3                | 6      | 3              | 10 − 11                         |

Wedstrijden bepaald door strafschoppen worden, in lijn met de FIFA, als een gelijkspel gerekend.

## Details

### Eerste ontmoeting
| Vriendschappelijk (Praag, Tsjechië, 19 augustus 1998):                                       |       |            |
| Tsjechië                                                                                     | 1 – 0 | Denemarken |
| Karel Rada 8'                                                                                | goals |            |
| - Debuut van Niclas Jensen (FC København) en Thomas Gravesen (Hamburger SV) voor Denemarken. |       |            |

### Tweede ontmoeting
| EK 2000 (Luik, België, 21 juni 2000):   |       |            |
| Tsjechië                                | 2 – 0 | Denemarken |
| Vladimír Šmicer 64' Vladimír Šmicer 67' | goals |            |

### Derde ontmoeting
| WK 2002 kwalificatie (Praag, Tsjechië, 28 maart 2001): |       |            |
| Tsjechië                                               | 0 – 0 | Denemarken |
|                                                        | goals |            |

### Vierde ontmoeting
| WK 2002 kwalificatie (Kopenhagen, Denemarken, 2 juni 2001): |       |                |
| Denemarken                                                  | 2 – 1 | Tsjechië       |
| Ebbe Sand 6' Jon Dahl Tomasson 83'                          | goals | 41' Roman Týce |
| - Debuut van Petr Johana (Slovan Liberec) voor Tsjechië.    |       |                |

### Vijfde ontmoeting
| EK 2004 (Porto, Portugal, 27 juni 2004):       |       |            |
| Tsjechië                                       | 3 – 0 | Denemarken |
| Jan Koller 49' Milan Baroš 63' Milan Baroš 65' | goals |            |

### Zesde ontmoeting
| Vriendschappelijk (Praag, Tsjechië, 15 november 2006): |       |                       |
| Tsjechië | 1 – 1 | Denemarken            |
| Milan Baroš 90' | goals | 28' Peter Løvenkrands |
| - Debuut van Marek Čech (Slovan Liberec) en Radek Šírl (FC Zenit) voor Tsjechië. - Debuut van Jonas Kamper (Arminia Bielefeld), Mikkel Thygesen (FC Midtjylland) en Jesper Bech (Esbjerg fB) voor Denemarken. |       |                       |

### Zevende ontmoeting
| Vriendschappelijk (Herning, Denemarken, 26 maart 2008):                                                                                               |       |                |
| Denemarken | 1 – 1 | Tsjechië       |
| Nicklas Bendtner 25' | goals | 42' Jan Koller |
| - Debuut van Thomas Kristensen (FC Nordsjælland) en Anders Randrup (Brøndby IF) voor Denemarken. - Debuut van Marek Střeštík (FC Brno) voor Tsjechië. |       |                |

### Achtste ontmoeting
| Vriendschappelijk (Aarhus, Denemarken, 17 november 2010): |       |          |
| Denemarken                                                | 0 – 0 | Tsjechië |
|                                                           | goals |          |

### Negende ontmoeting
| WK 2014 kwalificatie (Kopenhagen, Denemarken, 8 september 2012): |       |          |
| Denemarken                                                       | 0 – 0 | Tsjechië |
|                                                                  | goals |          |

### Tiende ontmoeting
| WK 2014 kwalificatie (Olomouc, Tsjechië, 22 maart 2013):  |       |                                                       |
| Tsjechië                                                  | 0 – 3 | Denemarken                                            |
|                                                           | goals | 57' Andreas Cornelius 67' Simon Kjær 82' Niki Zimling |
| - Debuut van Simon Makienok (IF Brøndby) voor Denemarken. |       |                                                       |

### Elfde ontmoeting
| Vriendschappelijk (Mladá Boleslav, Tsjechië, 15 november 2016): |       |                       |
| Tsjechië | 1 – 1 | Denemarken            |
| Antonín Barák 8' | goals | 38' Nicolai Jørgensen |
| - Debuut van Antonín Barák, Jiří Pavlenka, Tomáš Souček (allen Slavia Praag) en Petr Mareš (FK Mladá Boleslav) voor Tsjechië. - Debuut van Christian Gytkjær (Rosenborg BK) voor Denemarken. |       |                       |